# 高村智恵子
高村 智恵子（たかむら ちえこ、1886年（明治19年）5月20日 - 1938年（昭和13年）10月5日、旧姓：長沼）は、日本の洋画家、紙絵作家。夫は彫刻家・詩人の高村光太郎。夫の光太郎が彼女の死後に出版した詩集『智恵子抄』でも知られる。

## 略歴
1886年（明治19年）5月20日、福島県安達郡油井村字漆原（現・二本松市油井）の酒造業・斎藤今朝吉（後に長沼家に養子に入り、長沼今朝吉となる）とせんの二男六女の長女として生まれた。戸籍名は「チヱ」。長沼家は清酒「花霞」を醸造する酒造家で、使用人を多数抱えた資産家であった。
1901年（明治34年）に油井小学校高等科を卒業したのち福島高等女学校3年へ編入学した。1903年（明治36年）、同校を総代として卒業して日本女子大学校へと進んだ。寮生として同校に入学した智恵子は普通予科を経て家政学部へと進んだが、在学中に油絵に興味を持つようになり、自由選択科目の洋画の授業ばかりを受けていたという。当時の美術教師は松井昇であった。1907年（明治40年）に大学を卒業した後は、当時では珍しい女性洋画家の道を選び、反対する両親を説得して東京に留まり、太平洋画会研究所で絵画を学んだ。1911年（明治44年）には、同年9月に創刊された雑誌『青鞜』の表紙絵を描くなど、若き女性芸術家として人々に次第に注目されるようになっていった。また、青鞜社の田村俊子らと親睦を深めた。

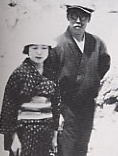
智恵子と光太郎

智恵子は光太郎の評論「緑色の太陽」に共鳴していたものの面識はまだ無かったが、同年12月、柳八重の紹介で光太郎のアトリエで光太郎と出会った。光太郎との出会いは智恵子の心を揺り動かして絵画の創作を増進することとなり、1912年（明治45年）4月に太平洋画会展に2点の油絵を出品し、6月には団扇絵展を開催した。1913年（大正2年）9月、上高地に行く光太郎を追いかけて一緒に絵を描いた時に結婚の意思を固めたという。1914年（大正3年）12月、駒込林町（現・東京都文京区千駄木）のアトリエで光太郎との同棲を始めた。この頃は金銭的に苦しい窮乏生活を送りつつも実りの有る創作活動を続けていたが、結婚以前から病弱（湿性肋膜炎）であったこと、自信を持って文展に出展した油絵の落選、光太郎の創作活動を支えるために自身の創作活動を控えて家事に専念したことによる絵画制作への閉塞感など心労が多く、更に1918年（大正7年）5月の父・今朝吉の死、1929年（昭和4年）の長沼家の破産・一家離散という逆境も追い打ちをかける。その頃の智恵子の苦しい心情が母宛ての手紙として残っている。

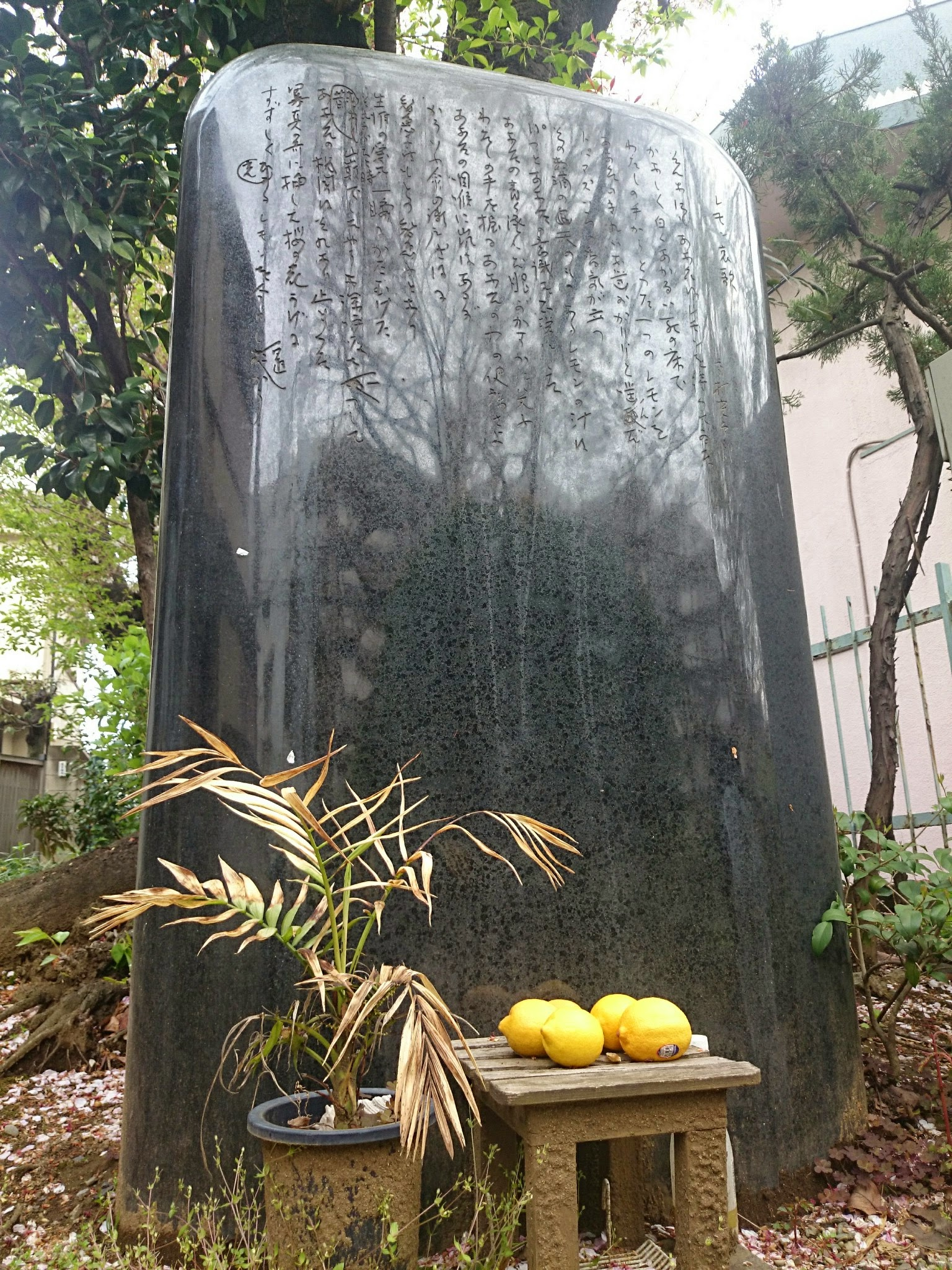
ゼームス坂病院跡地の慰霊碑「レモン哀歌の碑」

1931年（昭和6年）8月に光太郎が三陸方面の取材旅行で留守中に統合失調症の最初の兆しが表れた。1ヶ月ほどの旅行の間、留守宅を母や姪が訪ねていたが、この頃の智恵子は孤独を感じており、訪ねた母に「あたし死ぬわ」と洩らしている。そして1932年（昭和7年）7月15日、大量の睡眠薬アダリンを飲み自殺を図るが、未遂に終わる。眠ったままの智恵子の隣室には千疋屋で買ったばかりの果物籠が静物風に配置され、画架には新しい画布が立てかけられてあった。
1933年（昭和8年）8月23日に光太郎と入籍し、療養のため光太郎と共に東北地方の温泉を巡ったが、上野駅に帰着した時には病状は逆に悪化してしまった。智恵子は母や妹一家の住む千葉県の九十九里海岸へ住居を移し、週に一度光太郎が見舞いに訪ねていたが精神症状の改善は見られず、一度自宅に引き取り光太郎が介護に努めるも既に自宅療養が危険な状況にまで進行しており、1935年（昭和10年）2月に東京南品川の精神病院「ゼームス坂病院」へ入院した。ゼームス坂病院は当時先進的な全個室、鍵なし、格子なしで患者の自由を確保した施設であった。
精神病には易しい手作業が有効だと聞いた光太郎は病室へ千代紙を持って行き、1937年（昭和12年）頃より智恵子は病室で紙絵の創作をするようになり、病床から千数百点の紙絵を生み出した。智恵子の療養に際しては、看護師となっていた智恵子の姪・春子の助けも得られた。1938年（昭和13年）夏ごろから具合が悪化して10月5日、長らく冒されていた粟粒性肺結核のため光太郎に看取られながら死去した。遺骨は東京都豊島区駒込の染井霊園に埋葬された。光太郎は智恵子が亡くなってから3年後の1941年（昭和16年）に、生前の智恵子を偲んで詩集『智恵子抄』を発表した。智恵子の忌日の10月5日は夫光太郎が智恵子の臨終をうたった詩『レモン哀歌』にちなんで、レモン忌と呼ばれる。
1995年（平成7年）には、療養先のゼームス坂病院跡地に「終焉の碑」が建立されている。

## 作品など

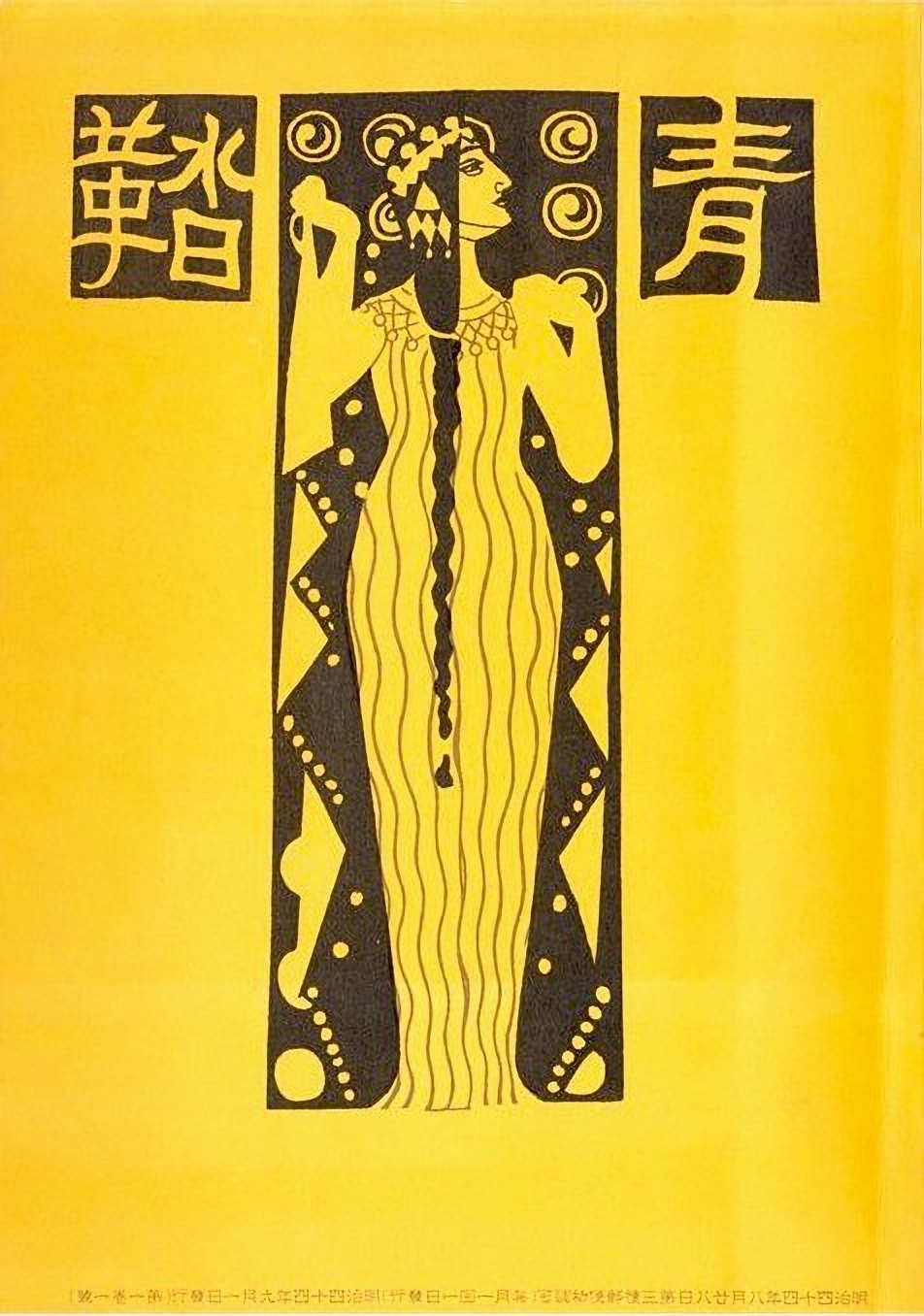
青鞜、創刊号（1911年9月）の表紙
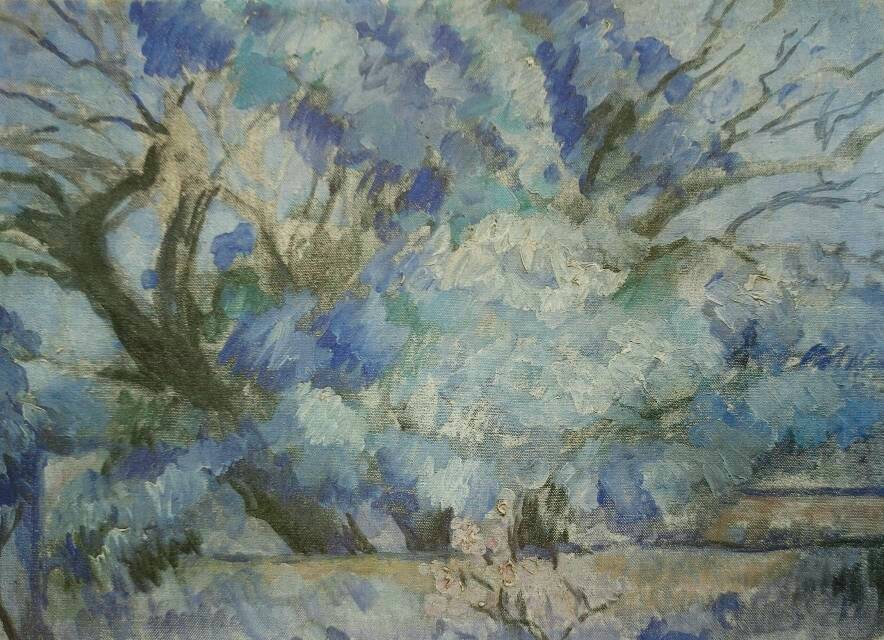
『樟』（1913年）
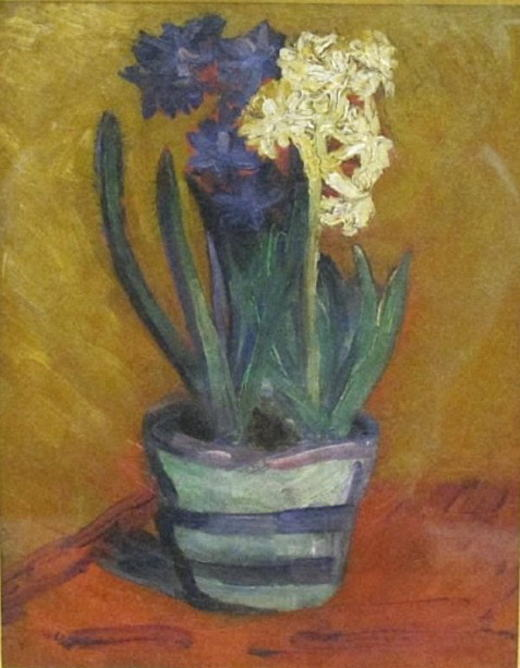
『花（ヒヤシンス）』

## 智恵子の生家・智恵子記念館

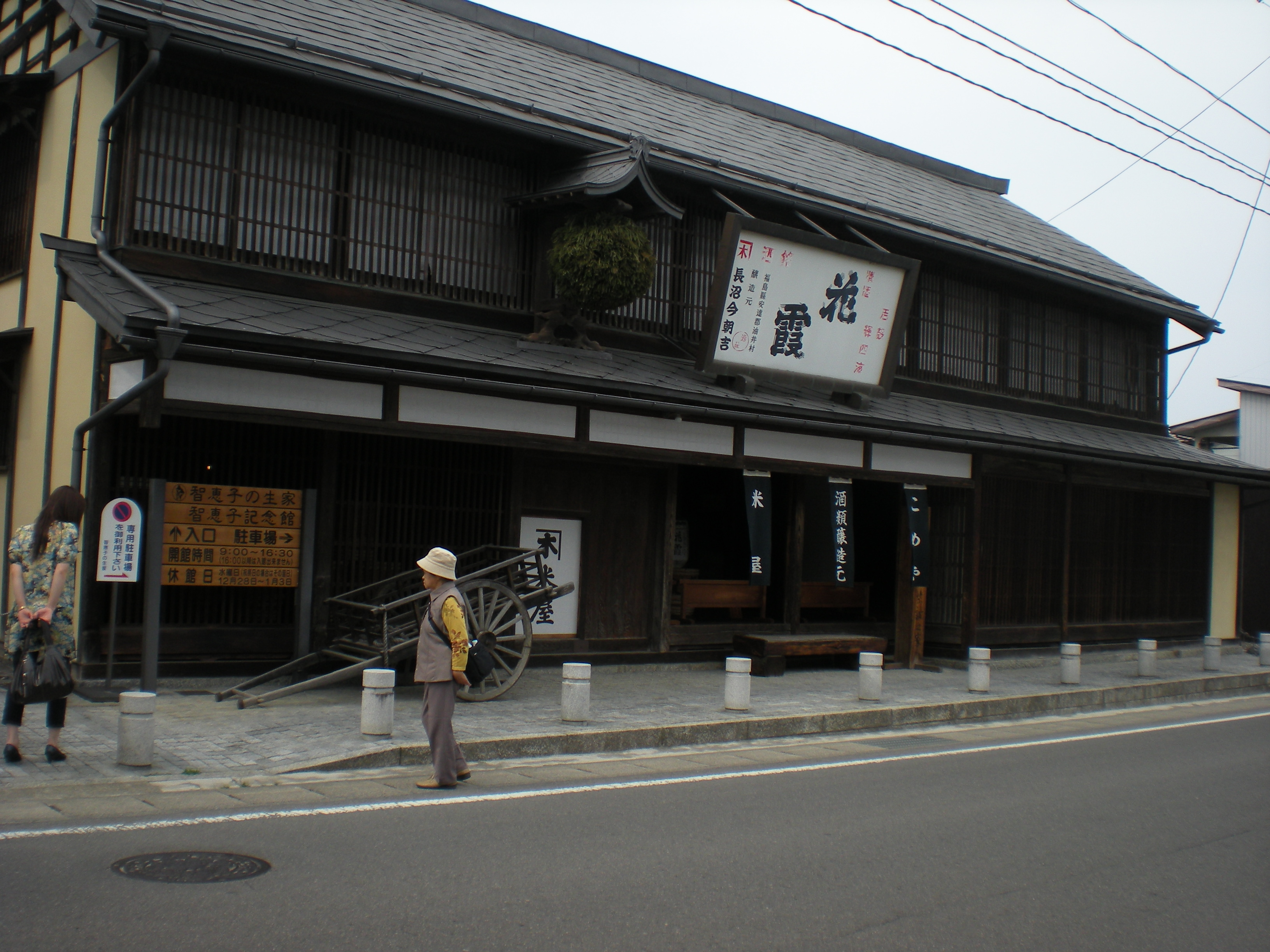
再現された智恵子の生家

生誕地の二本松市には造り酒屋であった高村智恵子の生家の様子が再現されており、裏庭には智恵子記念館も併設されている。記念館には彼女の油絵、紙絵が展示されている。

## 二階堂トクヨとの関係

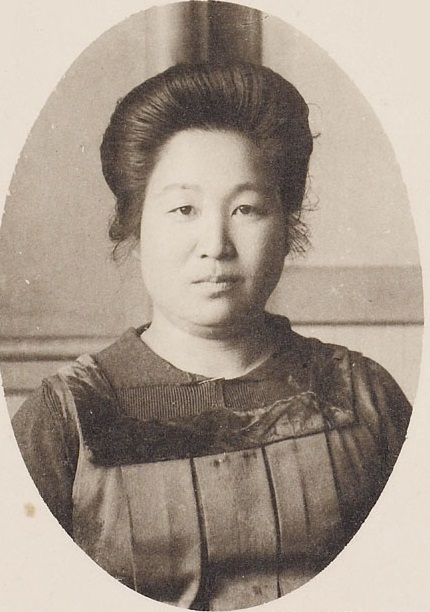
二階堂トクヨ（1920年/39歳）

智恵子は後に「女子体育の母」と呼ばれる二階堂トクヨと親しい関係にあった。智恵子とトクヨの出会いは1899年（明治32年）のことで、智恵子の在籍していた油井尋常高等小学校にトクヨが赴任したことがきっかけである。智恵子は妹のミツの担任であったトクヨに親しみを抱き、下宿を訪ねたり、一緒に安達ケ原を散歩したり、トクヨに話を聞かせてもらったりと慕っていた。トクヨの油井小勤務は1年で終わり東京女子高等師範学校に進学したが、その年の9月頃に、（担任をしたミツのクラス宛ではなく）智恵子のいた高等科の女子児童に向けて手紙を送っている。智恵子は自分の写真をトクヨに贈り、学費の援助までしていたという。
トクヨのイギリス留学の時には、高村光太郎を伴って横浜港まで見送りに行き、留学中には「長沼家」名義で紋付を贈っている。見送り時、智恵子と光太郎は結婚前である。
その後、統合失調症を発して入院した時に、トクヨは見舞いに行った。その時の智恵子の症状はまだ軽かったが、トクヨを見た智恵子は後ろを向いてしまった。トクヨは椅子に座り、2人は黙ったまま同じ姿勢を取り続け、30分ほどたってからトクヨは無言で立ち去った。お互いのわがままさを示すエピソードであるとともに、そうしたわがままを許し合える関係だったことが分かるエピソードである。智恵子はトクヨより先に亡くなったが、トクヨが智恵子の死に何を思ったかは記録に残されていない。